# Maurice Monier
Pour les articles homonymes, voir Monier.
Maurice Monier, né en 1952 à Saint-Pal-de-Chalencon (Haute-Loire, France), est un prélat et canoniste catholique français, pro-doyen de la Rote romaine du 12 décembre 2016 au  30 mars 2021.

## Biographie
Après avoir commencé sa formation à Écône, auprès de la Fraternité sacerdotale Saint-Pie-X, il rejoint le diocèse du Puy-en-Velay pour lequel il est ordonné prêtre en 1977. Il est alors nommé vicaire de La Chaise-Dieu et de Saint-Antoine du Puy avant de devenir official à Paris.
Docteur in utroque jure, il est appelé à Rome le 9 janvier 1995 comme prélat auditeur à la Rote romaine. En 2013, il est nommé juge de la Cour d'appel du Vatican par le pape François. En 2014, il participe à la commission spéciale d’étude sur la réforme des procès matrimoniaux canoniques, qui aboutit, en septembre 2015, à la publication des motu proprio Mitis Iudex Dominus Iesus et Mitis et misericors Iesus.
Enfin, le 12 décembre 2016, il est nommé pro-doyen du tribunal de la Rote romaine par le pape François. Le titre de « pro-doyen » est inédit. Concrètement, Mgr Monier travaille aux côtés du doyen de la Rote, Mgr Pio Vito Pinto. Dans le cadre de la réforme de la Curie, le statut de la Rote romaine pourrait être rapprochée du Conseil pontifical pour les textes législatifs. Il démissionne le 30 mars 2021 de cette fonction.

## Décoration
- Chevalier de la Légion d'honneur (2013)[3].

## Publications
- Maurice Monier, Les épiscopats de Monseigneur Constant Guillois et de Monseigneur Thomas Boutry : contribution à l'étude de la séparation de l'Église et de l'État dans le diocèse du Puy, 1896-1914, 1987.